# Colibrí de Jourdan
El colibrí de Jourdan (Chaetocercus jourdanii) és una espècie d'ocell de la família dels troquílids (Trochilidae) que habita la selva humida i vegetació baixa del nord-est de Colòmbia, nord, oest i nord-est de Veneçuela i l'illa de Trinitat.